# وضع بشر (کتاب)
وضع بشر یکی از کتاب‌های نظری هانا آرنت، فیلسوف آلمانی است که در سال ۱۹۵۸ منتشر شد. هانا آرنت در این کتاب روایتی متفکرانه و تفکربرانگیز دربارهٔ وضع بشر ارائه می‌دهد که نسبت نظر و عمل دغدغه دیرینه‌اش بوده‌است. وی ضمن شرح مفاهیم زحمت، کار و عمل و جایگاه آن‌ها در وضع بشر، با نگاهی تاریخی سیر آن‌ها را تا روزگار ما پی می‌گیرد و نشان می‌دهد که از دوران یونان باستان تا امروز رویکرد ما به زندگیِ وقف عمل چه فراز و فرودها و تغییراتی به خود دیده‌است.

## اهمیت کتاب
این کتاب یکی از مهم‌ترین و برجسته‌ترین آثار هانا آرنت است. منتقدان به اتفاق این کتاب را یکی از تأثیرگذارترین نوشته‌های او می‌دانند. دربارهٔ اهمیت این کتاب در مجله نیویورکر چنین نوشته شده‌است: «ترکیب توده عظیم عقلانی و عقل سلیم باعث شده است نگرش خانم آرنت به تاریخ و سیاست هم جذاب باشد و هم صریح.»

## موضوعات کتاب
پرسش دربارهٔ ماهیت سیاست و حیات سیاسی بر مبنای روش پدیدارشناسی و «نو بودن امر سیاسی» در قرن بیستم، از جمله مسائلی است که هانا آرنت در مورد آن تحقیق کرده‌است.
موشکافی هانا آرنت در این باب که چگونه بشر به ارزش‌های اخلاقی پیشین خود که روز و روزگاری اساس پندار و کردارش بوده، پشت می‌کند و پیرو ارزش‌هایی کاملاً متناقض می‌شود، قابل تأمل است.
هانا آرنت کتاب وضع بشر با بررسی انسانیت مدرن و انسان از منظر اعمالی که توانایی انجامش را دارد، مسائلی همچون از بین رفتن عامل انسانی و آزادی سیاسی را مورد واکاوی قرار می‌دهد. آرنت در این کتاب این پارادوکس را مطرح می‌کند که هرچه قدرت انسان در جستجوی فنی و انسان‌گرایانه زیاد شود، کمتر می‌تواند پیامدهای اعمالش را کنترل کند.

## ترجمهٔ فارسی
این کتاب با ترجمهٔ مسعود علیا از سوی نشر ققنوس منتشر شده‌است.